# Eumorpha vitis
Eumorpha vitis, known as the Vine sphinx, là một loài bướm đêm thuộc họ Sphingidae. Nó sống ở Argentina phía bắc through Trung Mỹ, the West Indies, và México to miền nam Arizona, Texas, Mississippi, và Florida. Strays phía bắc đến Nebraska.

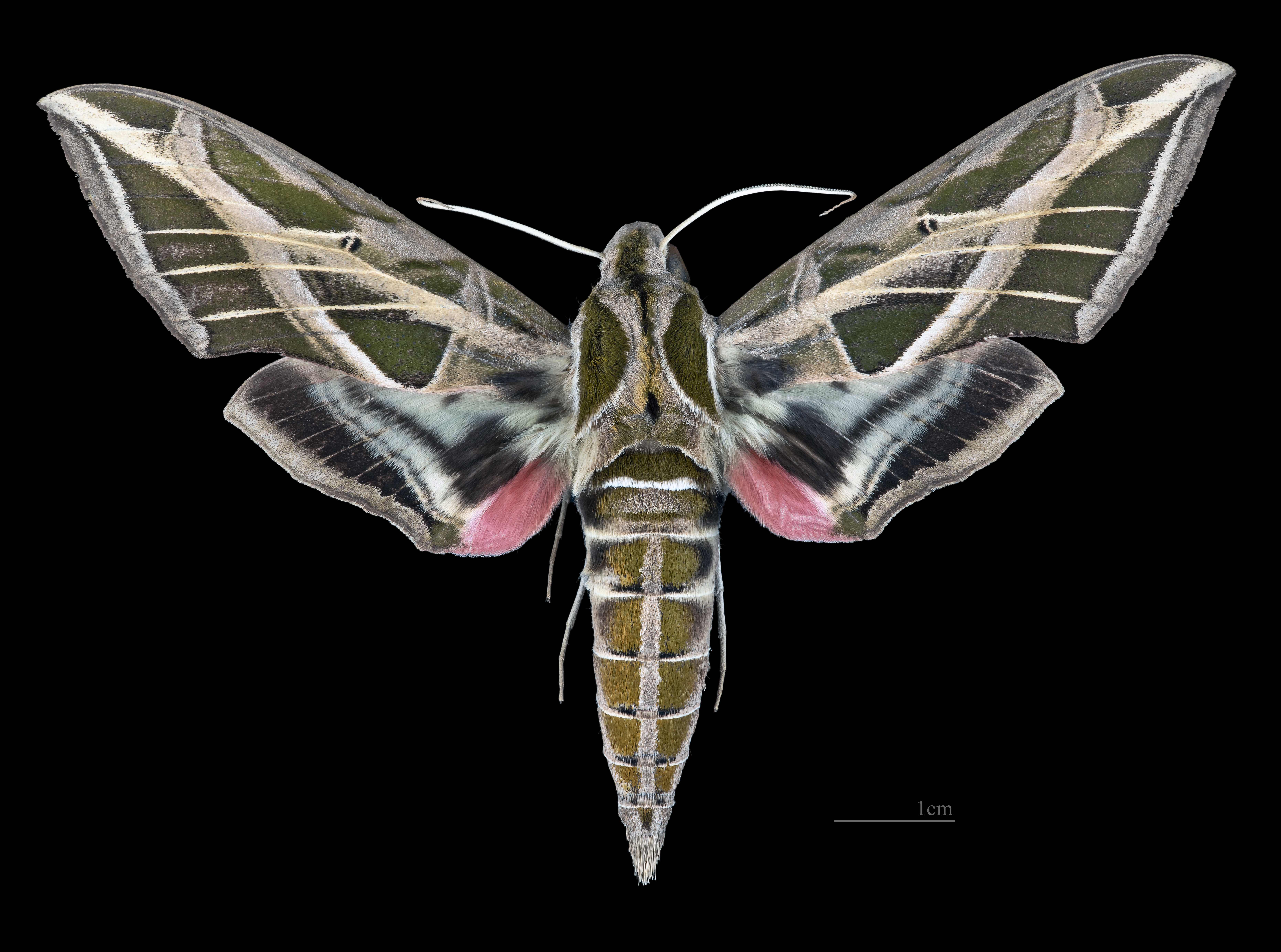
Eumorpha vitis ♂
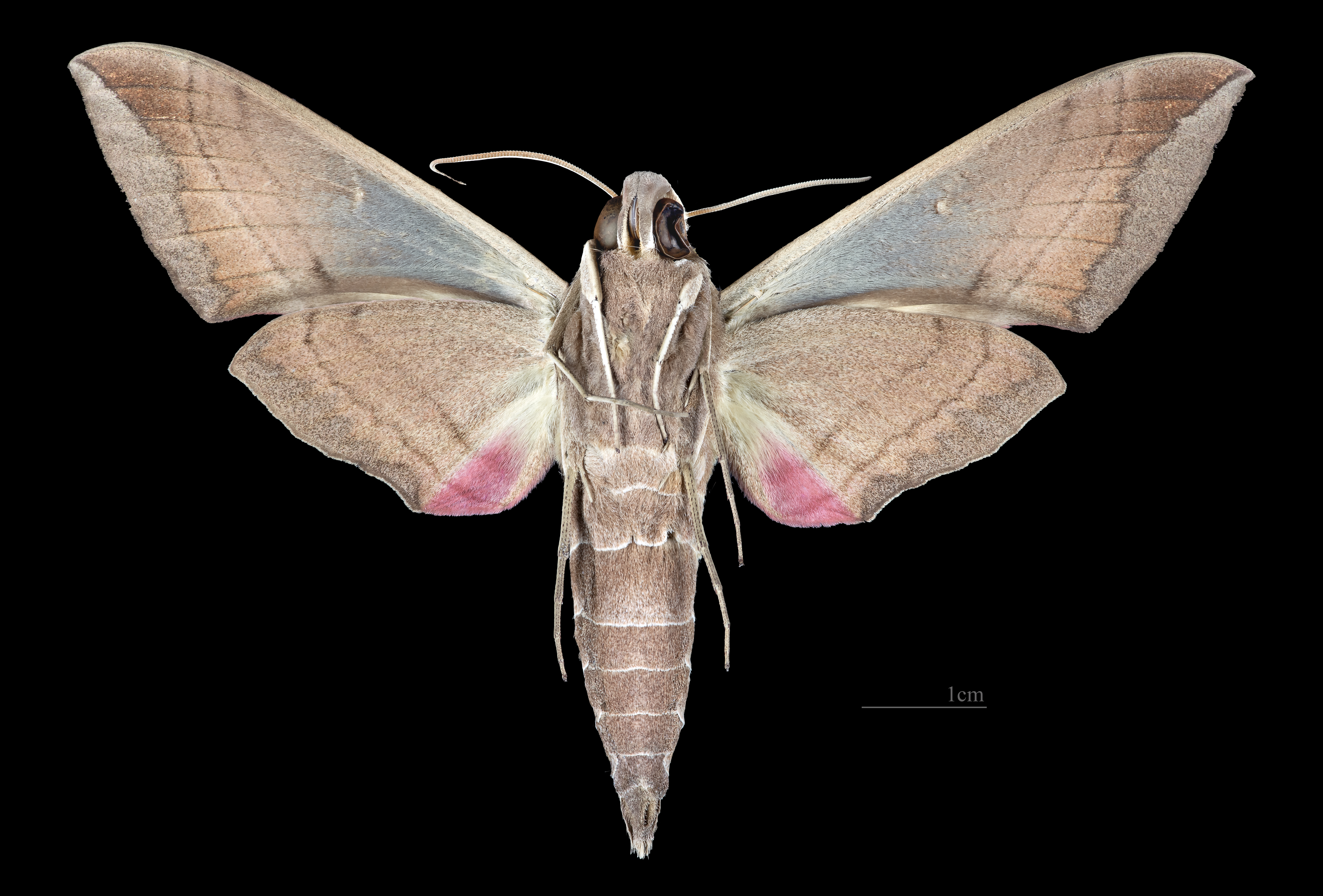
Eumorpha vitis ♂ △
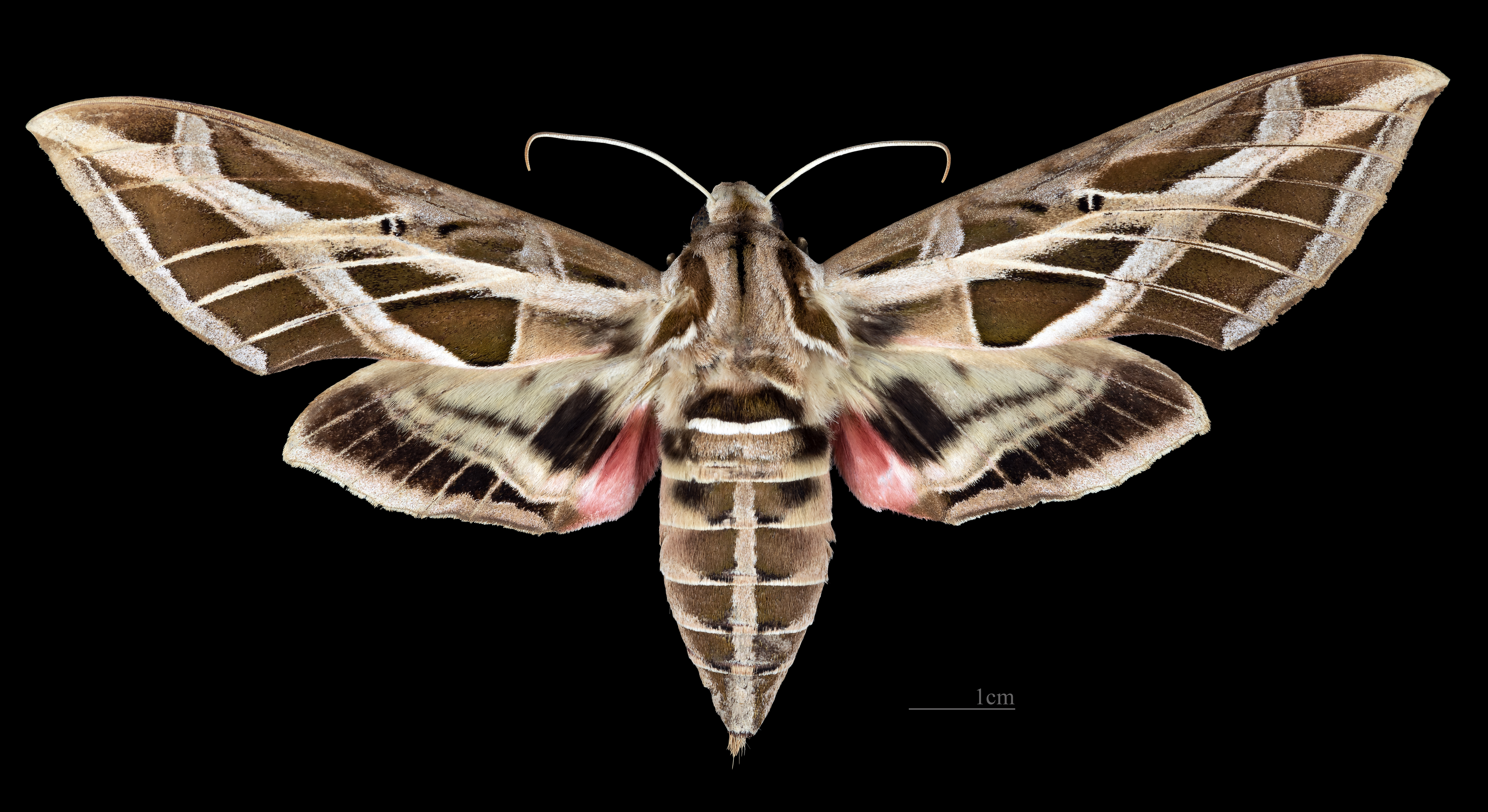
Eumorpha vitis ♀
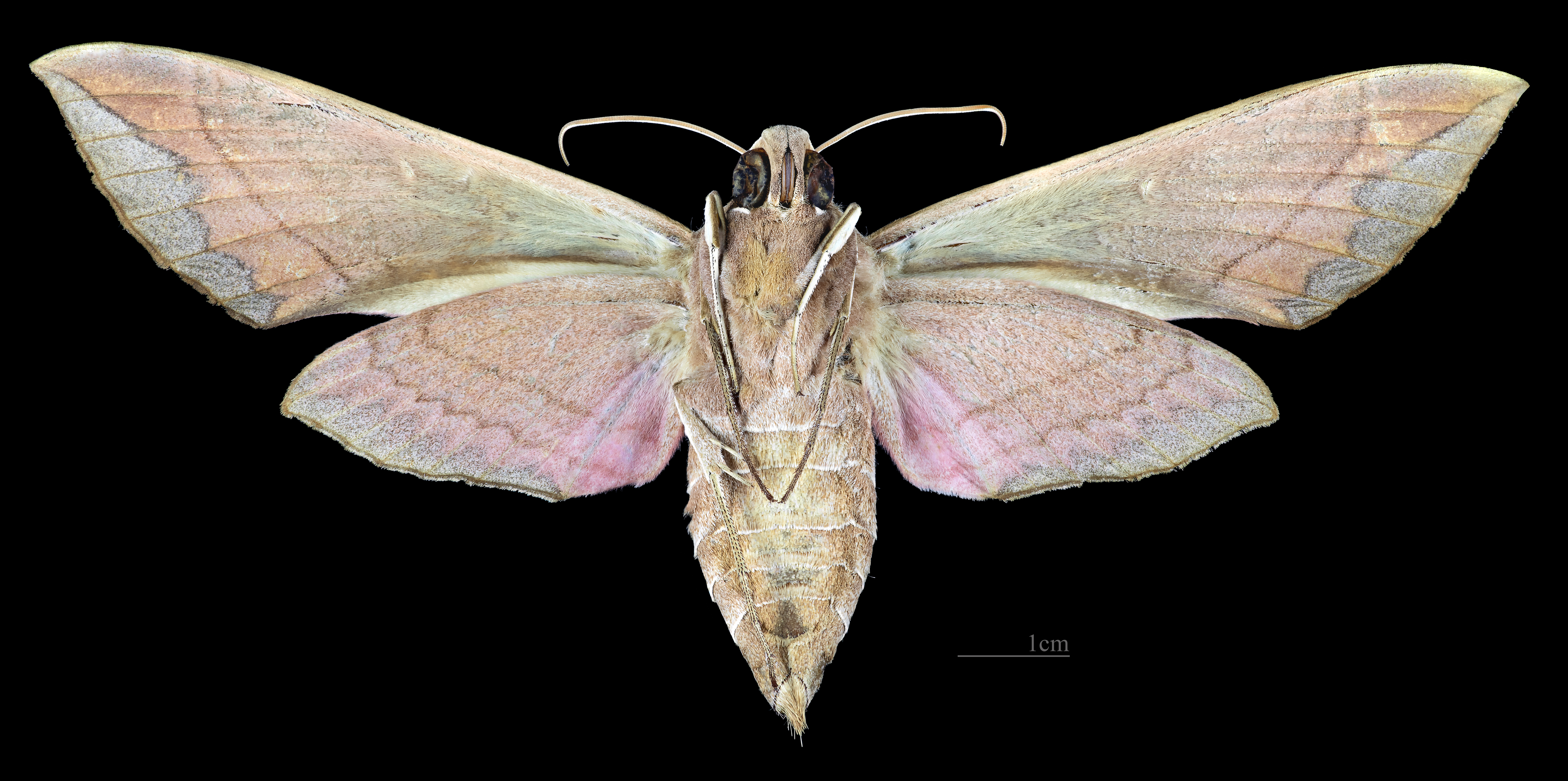
Eumorpha vitis ♀ △

## Phụ loài
- Eumorpha vitis vitis
- Eumorpha vitis fuscatus - (Rothschild & Jordan, 1906)
- Eumorpha vitis hesperidum - (Kirby, 1880)

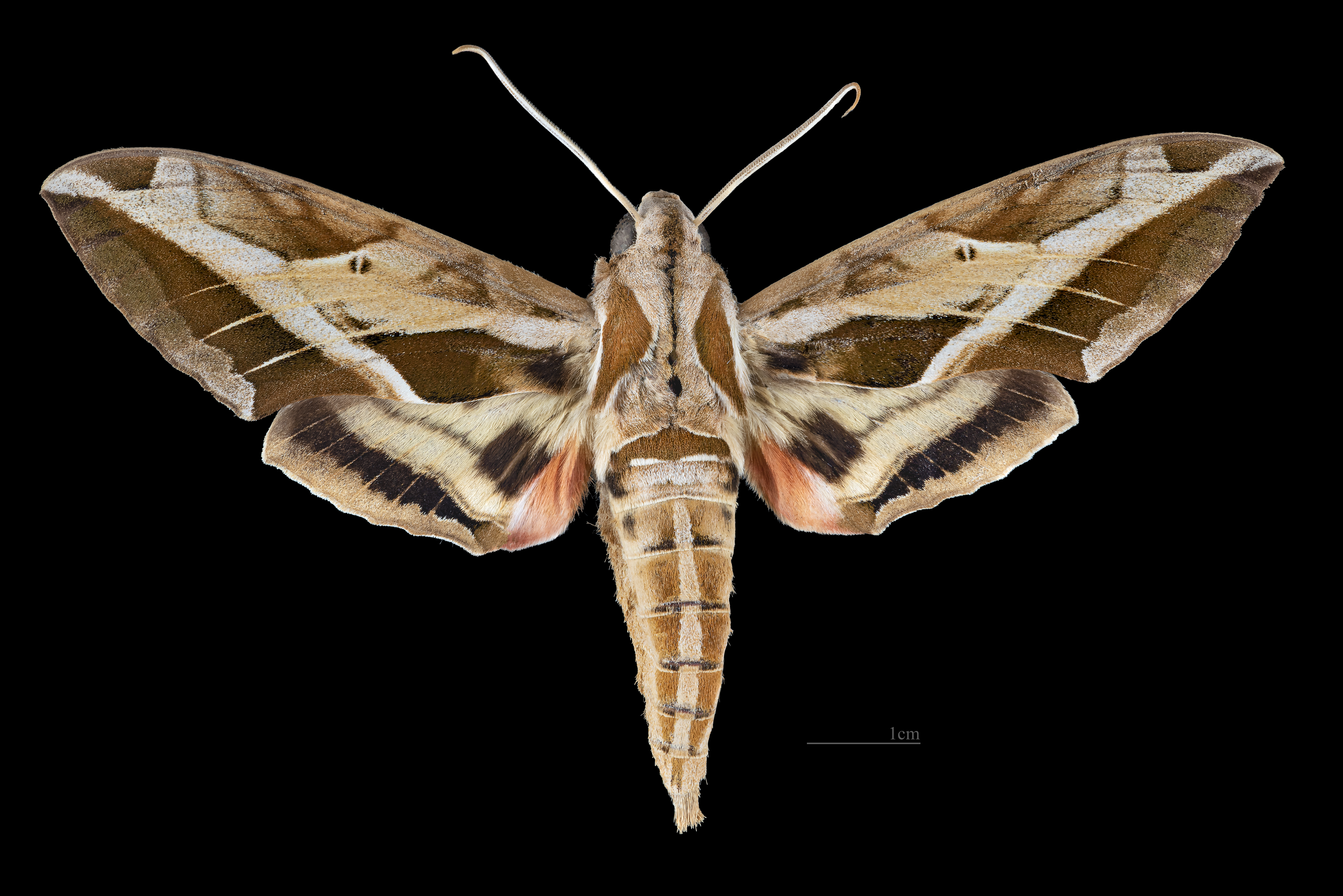
Eumorpha vitis fuscatus♂
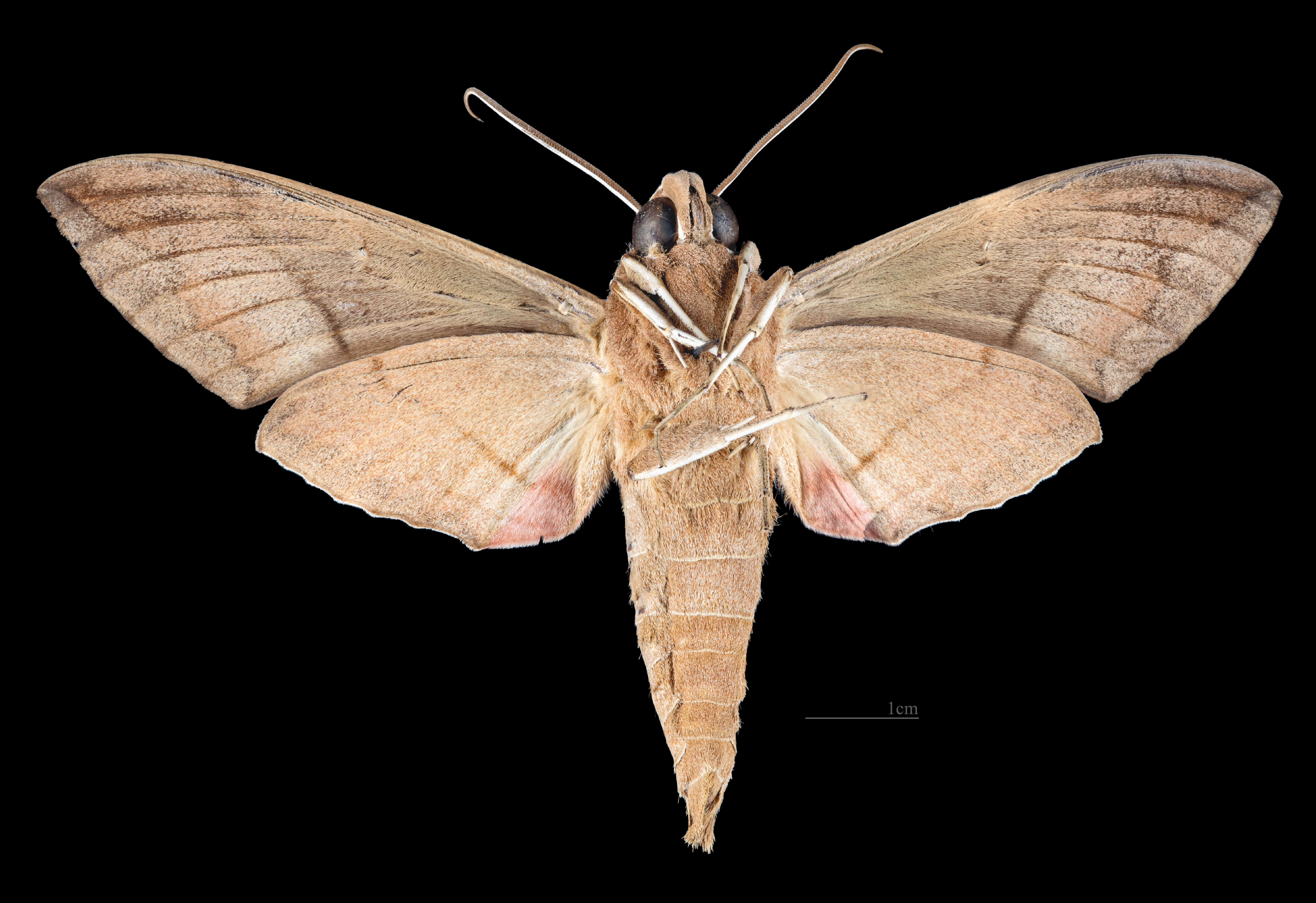
Eumorpha vitis fuscatus ♂ △
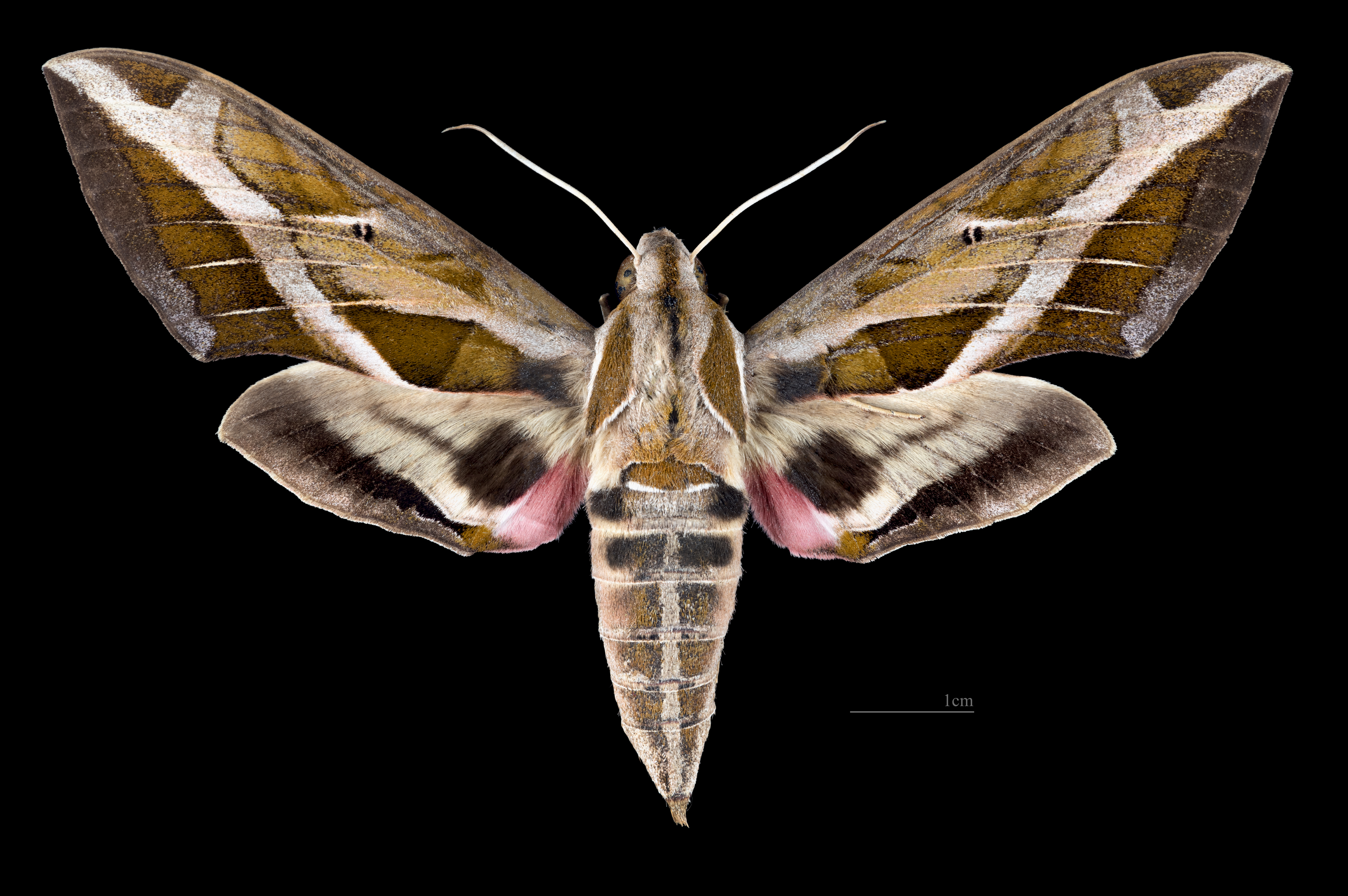
Eumorpha vitis fuscatus ♀
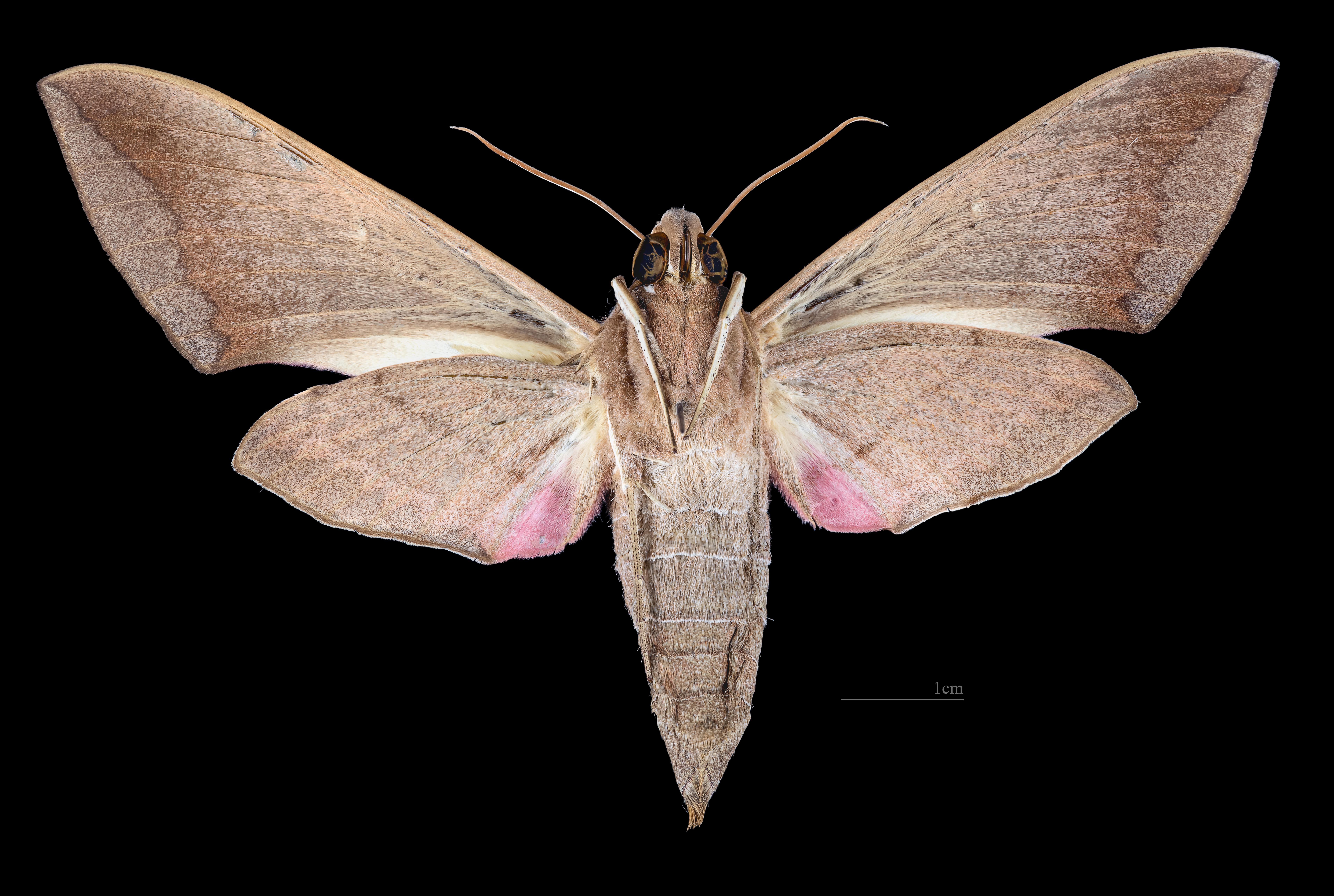
Eumorpha vitis fuscatus ♀ △